# Girolamo Ghinucci

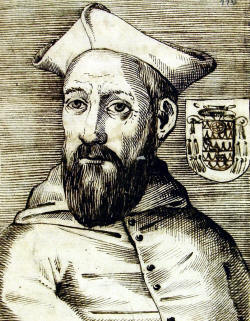
Kardinal Girolamo Ghinucci (um 1535)

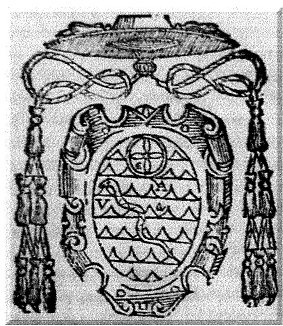
Kardinalswappen

Girolamo Ghinucci (* 1480 in Siena; † 3. Juli 1541 in Rom; auch Girolamo Ginucci, manchmal auch Genucci von Ascoli genannt) war ein italienischer Geistlicher, Bischof, päpstlicher Diplomat und Kardinal der Römischen Kirche.

## Leben
Nach Anfängen in der römischen Kurie wurde Girolamo Ghinucci Sekretär von Papst Julius II. und am 16. Oktober 1512 zum Bischof von Ascoli Piceno berufen. Er nahm von 1512 bis 1517 am V. Laterankonzil ab dessen dritter Session teil. Am 30. Juli 1518 trat er von seinem Bischofsamt zurück und wurde Nuntius für Papst Leo X. in England. König Heinrich VIII. ernannte ihn zu seinem Berater und auf drei Jahre zum Botschafter in Spanien. Girolamo Ghinucci wurde am 26. September 1522 auf den Bischofssitz von Worcester versetzt, nahm jedoch nie persönlich von diesem Bistum Besitz. Am 10. September 1523 wurde er Administrator des Bistums Malta, von diesem Amt trat er am 20. März 1538 zurück. Als Heinrich VIII. 1534 mit Rom brach, wurde er aus dem Bistum Worcester vertrieben und am 21. März 1535 abgesetzt; diesen Bischofstitel führte er jedoch bis an sein Lebensende.
Im Konsistorium vom 21. Mai 1535 erhob Papst Paul III. Girolamo Ghinucci zum Kardinal und verlieh ihm am 31. Mai desselben Jahres den roten Hut und die Titelkirche Santa Balbina. Zusammen mit den Kardinälen Giovanni Piccolomini, Lorenzo Campeggio, Giacomo Simoneta, Gasparo Contarini, Alessandro Cesarini und Rodolfo Pio da Carpi wurde er am 8. April 1536 in eine „Kongregation für die Reform der Kirche“ berufen. Vom 6. Juli 1537 bis zum 16. Juli 1540 war er Administrator des Bistums Cavaillon. Am 25. Januar 1537 wechselte er zur Titelkirche San Clemente. Vom 7. Januar 1538 bis zum 10. Januar 1539 war Girolamo Ghinucci Kämmerer des Heiligen Kardinalskollegiums. Gemeinsam mit den Kardinälen Giovanni Domenico De Cupis, Lorenzo Campeggio, Giacomo Simoneta, Gasparo Contarini, Gian Pietro Carafa, Giacomo Sadoleto, Alessandro Cesarini und Reginald Pole wurde er am 7. Januar 1538 zum Mitglied einer Kommission berufen, die ein allgemeines Konzil vorbereiten sollte. Als Administrator von Tropea wurde er am 19. Juni 1538 eingesetzt. Zusammen mit den Kardinälen Alessandro Cesarini und Giovanni Domenico de Cupis wurde er 1538 zum Päpstlichen Legaten mit sehr weitgehenden Vollmachten (lateinisch legatus a latere) ernannt, um zwischen Kaiser Karl V. und König Franz I. von Frankreich einen Frieden zu vermitteln.
Am 27. August 1540 wurde er zusammen mit den Kardinälen Giovanni Domenico de Cupis, Reginald Pole, Alessandro Cesarini, Giovanni Maria del Monte, Bartolomeo Guidiccioni, Marino Grimani, Girolamo Aleander de Motta, Niccolò Ridolfi, Gasparo Contarini, Gian Pietro Carafa und Marcello Cervini in eine Kommission zur Reform der römischen Kurie berufen.
Girolamo Ghinucci starb 1541 in Rom und wurde dort in seiner Titelkirche San Clemente beigesetzt.